# 联合六月运动
联合六月运动（土耳其语：Birleşik Haziran Hareketi，缩写为BHH）是土耳其的一个已不存在的左翼政党联盟。该联盟成立于2014年10月19日。该联盟的成员包括：自由和团结党、共产党、土耳其人民共产党、劳动主义运动党、社会主义解放党（其前身土耳其共产党1920也是该联盟的成员）和反对帝国主义和寡头政治革命运动。